# Muttigi, Harapanahalli
Muttigi là một làng thuộc tehsil Harapanahalli, huyện Davanagere, bang Karnataka, Ấn Độ.